# 201 (South Park)
201 est le sixième épisode de la saison 14 de la série télévisée South Park. Il a été diffusé sur Comedy Central aux États-Unis le 21 avril 2010. Il est la suite de l'épisode précédent : 200. L’épisode 201 de South Park, intitulé ‘’201’’, est particulièrement notoire car il aborde des thèmes controversés et délicats, notamment la liberté d’expression et les conséquences de la satire. Cet épisode fait suite à l’épisode 200, où les personnages principaux font face à des conséquences après avoir tenté de confronter les défis de leur communauté.

## Synopsis
Les enfants roux menacent de détruire la ville si Stan et Kyle ne leur donnent pas Mahomet ; dans le même temps, les célébrités mettent en route Mecha Streisand. On découvre dans cet épisode qui est le père d'Eric Cartman et que la réponse dans l'épisode La mère de Cartman est toujours une folle du cul était un mensonge.